# Fotbollsföreningen Jaro Jalkapalloseura
El Fotbollsföreningen Jaro Jalkapalloseura és un club de futbol finlandès de la ciutat bilingüe de Jakobstad (Pietarsaari).

## Història
El FF Jaro va ser fundat l'any 1965, com a continuador del Drott Pietarsaari, fundat el 1922.

## Palmarès
- Copa finlandesa de futbol: (1)
  - 1957 (Drott)

## Futbolistes destacats
- Sam Ayorinde (1997)
- Andrei Borissov (1998-2001)
- Alexei Eremenko Sr. (1990-1997, 2003-2005)
- Alexei Eremenko Jr.
- Roman Eremenko (2004-2005)
- Krzysztof Gawara (1991-1992)
- Hans Gillhaus (1998)
- Angel Ginev (2004-2006)
- Toomas Kallaste (1997-1998)
- Piracaia (2005-2007)
- Fredrik Svanbäck (1997-2004)
- Denis Tumasyan (2004-2005)
- Jari Vanhala (1991, 1995-1996)

## Entrenadors destacats
- Hannu Touru (1990 — 1993, 2004 — 2005)
- Antti Muurinen (1994 — 1996)
- Sixten Boström (2002 — 2004)